# Mực rim me
Mực rim me là một món ăn đặc sản của thành phố Nha Trang. Món này có nhiều cách dùng như: dùng với cơm trắng, cháo trắng; có thể dùng làm gỏi xoài hoặc là có thể dùng trực tiếp như một món ăn nhẹ.

## Thành phần nguyên liệu
Mực rim me bao gồm những nguyên liệu chính như:
- Mực khô nướng
- Me chín chua ngọt
- Dầu thực vật
- Đường, muối, ớt, tỏi, sả

Để chọn mực khô ngon, bạn nên chọn những con không có mùi tanh nồng, sờ vào khô ráo, lưng màu hồng, bụng trắng, có chấm đen mờ dưới da mực. Râu mực gắn chắc vào thân

## Cách chế biến
- Mực khô: làm sạch, cán mỏng, ướp gia vị với đường, muối, ớt, me chín.
- Mực thấm gia vị rồi cho dầu, tỏi phi thơm. Sau đó, cho mực vào chảo xào chín tái, rồi cho lửa nhỏ rim cho nước sốt sên lại là được.[1]